# شاخص پی‌اکس
شاخص پی‌اکس (انگلیسی: PX Index) شاخص بازار بورس پراگ است، که در سال ۱۹۹۴ راه‌اندازی شد و هم‌اکنون از ۵۰ شرکت تشکیل می‌می‌شود.